# Lee Seul-chan
Lee Seul-chan (15 de agosto de 1993) é um futebolista profissional sul-coreano que atua como defensor, atualmente defende o Jeonnam Dragons.

## Carreira
Lee Seul-chan fez parte do elenco da Seleção Sul-Coreana de Futebol nas Olimpíadas de 2016.